# 杜桑·凱利
杜桑·凱利（1948年6月19日—）是斯洛伐克插画家，1988年国际安徒生插画家奖得主。

## 生平
1948年出生于布拉迪斯拉发，1966年进入该市艺术大学学院学习，自1990年起成为布拉迪斯拉发艺术学院教授，主讲插画、油画、版画、平面设计和海报等课程。
1973年和1975年获布拉迪斯拉发国际插画双年展金苹果奖，1988年获国际安徒生插画家奖。她的插画多次在意大利波隆那童书展上展出。

## 作品选
- 米夏·德米揚（著）; 杜桑·凱利（绘）. . 格林文化事業股份有限公司. 1996年3月. ISBN 9577450652 （中文（臺灣））.
- 佛莉詩穆特（著）; 杜桑·凱利（绘）. . 由鍾英彥翻译. 格林文化事業股份有限公司. 1996年9月. ISBN 9789577450821 （中文（臺灣））.
- 海因茲·溫格爾（著）; 杜桑·凱利（绘）. . 由郝廣才翻译. 格林文化事業股份有限公司. 1996年9月. ISBN 9789577450692 （中文（臺灣））.
- 芭芭拉·哈柏納（著）; 杜桑·凱利（绘）. . 由胡芳芳翻译. 格林文化事業股份有限公司. 1996年11月. ISBN 9789577450753 （中文（臺灣））.
- 汉斯·克里斯汀·安徒生（原著）; 杜桑·凯利; 卡米拉·什坦茨洛娃（绘）. . 由叶君健翻译. 中信出版集团. 2018年9月. ISBN 9789900416821 （中文（中国大陆））.